# Éric Renaut
Éric Renaut (Saint-Germain-en-Laye, 11 aprile 1954) è un ex calciatore francese.

## Palmarès
- Coppa di Francia: 1

Paris Saint-Germain: 1981-1982